# Бессонов, Сергей Алексеевич
Серге́й Алексе́евич Бессо́нов (6 августа 1892, Киржач, Владимирская губерния — 11 сентября 1941, Медведевский лес под Орлом) — советский государственный, общественный и партийный деятель, дипломат. Репрессирован.

## Биография
Родился 6 августа 1892 года в городе Киржаче, Владимирская губерния, в семье псаломщика.
Окончил Владимирское духовное училище. В 1912 году исключён из духовной семинарии во Владимире за участие в подпольных революционных кружках. В 1914 году — Университет Женевы[что?]. С 1911 года состоял в партии социалистов-революционеров, являлся членом Международной организации социалистической молодёжи. Вернувшись из Швейцарии в Россию, был арестован и сослан в Вологду. В 1915 году был призван в армию.
С 1917 года — председатель полкового совета. В 1918 году — член исполкома Вологодского губернского Совета крестьянских депутатов, эсеровского губкома. В том же году вышел из партии эсеров. В 1919 году записался добровольцем в РККА. В 1920 году вступил в РКП(б).
В 1924 году окончил Институт красной профессуры в Москве, после чего был назначен ректором Уральского университета (до 1925 года), а затем Уральского политехнического института (до 1927 года) в Свердловске. Читал лекции по курсу «Капитализм и пролетарская революция», будучи незаурядным оратором. Дискутировал на предмет роли экономической науки при социализме, путях построения социализма в СССР, полемизировал с Л. Д. Троцким и Н. И. Бухариным.
С 1930 года находился на дипломатической работе: в 1930 году стал сотрудником советского торгпредства в Германии, в 1932 году — заместителем советского торгпреда в Великобритании. В 1933 году вновь вернулся в Германию, где получил должность советника полпредства СССР.
В 1937 году был репрессирован. В 1938 году выступал в качестве обвиняемого на Третьем Московском процессе. Получил наказание в виде 15 лет лишения свободы с поражением в политических правах сроком на 5 лет и конфискацией имущества. Был заключён в Орловскую тюрьму.
В 1941 году, накануне взятия Орла частями Вермахта, был расстрелян по сталинским спискам в Медведевском лесу неподалёку от города. Реабилитирован в 1966 году.